# 100 dage uden stoffer
100 dage uden stoffer er en dokumentarfilm fra DR, som blev sendt i 2 afsnit i januar 2011. Der var fire medvirkende deltagere.
De fire deltagere Søren, Mette, Pernille og Morten var alle narkomaner. De blev alle stillet den udfordring at skulle holde sig stoffri i 100 dage. Det lykkedes for tre af deltagerne at holde sig stoffrie, Mette faldt i igen.
Pernille er nu helt ude af stofferne. Det samme gælder for Morten.[kilde mangler]
Der blev efterfølgende lavet et opfølgningsprogram som blev sendt året efter der fik navnet Et liv uden stoffer.